# Olijfduif
De olijfduif (Columba arquatrix) is een vogel uit de familie van de duiven (Columbidae).

## Verspreiding en leefgebied
Deze soort komt voor van Ethiopië tot oostelijk Zaïre, Tanzania, Zuid-Afrika en westelijk Angola.